# 風鈴丸
風鈴丸（ふうりんまる）は日本の木版画家。静岡県静岡市出身。多色刷り技法を得意とする。父は同じく静岡県内で活動する伝統的木版画家の牧野宗則。

## 略歴
静岡市にて牧野宗則の次女として生まれる。武蔵野美術大学工芸工業デザイン科を卒業し、長崎県諫早市の山下画廊にて自身初の個展を開く。伝統的な浮世絵（伝統木版画多色刷り）の技術を用いて独自の世界を創出し、以後全国のギャラリー等で個展を開催する。
1999年（平成11年）、榛原郡吉田町の健康福祉センター「はぁとふる」に7メートル×8メートルの木彫壁画を製作・設置。
2000年（平成12年）、阿部出版・静岡新聞社より、初の木版画集『なんというしあわせ』を出版。
2001年（平成13年）以降、父の牧野宗則とともに「牧野宗則・風鈴丸木版画二人展」を開催。
2005年（平成17年）、株式会社静鉄ストアが経営するスーパー「しずてつストア」店舗の壁画を製作。
2010年（平成22年）11月、静岡新聞社より自身初の絵本作品『ぎゅうにゅう太郎とまよなかのでんしゃ-ポエルポエルの国-』を出版。
2021年（令和3年）12月17日-26日、コロナ禍で延期されていた父・牧野宗則との「二人展」を銀座和光ホールで開催。

## 著作
- 画集『なんというしあわせ』2001年（平成13年）7月1日 阿部出版社・静岡新聞社ISBN 9784872421453
- 絵本『ぎゅうにゅう太郎とまよなかのでんしゃ-ポエルポエルの国-』2010年（平成22年）11月1日 静岡新聞社ISBN 9784783809401